# Korfbal League 2010/11
Het Korfbal League seizoen 2010/11 is de 6e editie van de Korfbal League. De Korfbal League is de hoogste competitie in het Nederlandse zaalkorfbal.
De opzet van de competitie opzet bleef hetzelfde; 1 poule met 10 teams. Elk team speelt 1 thuis-en uitwedstrijd tegen elk ander team. Aan het einde van de competitie strijden de nummers 1 t/m 4 volgens het play-offsysteem (best-of-3) om een plaats in de zaalfinale. De finale werd gespeeld in Ahoy, Rotterdam.
Het team dat als laatste eindigde, degradeerde direct terug naar de Hoofdklasse. De Hoofdklasse kampioen promoveert direct naar de Korfbal League van volgend jaar.
De nummer 9 van de Korfbal League moet via 1 promotie/degradatie-duel strijden tegen degradatie. De tegenstander in dit duel is de verliezend Hoofdklasse finalist. 
In de promotie/degradatie - opzet is wel iets veranderd ten opzichte van vorige edities ; vanaf nu is het duel tussen de nummer 9 en verliezend Hoofdklasse finalist een best-of-3 serie.
In dit seizoen maakt 1 team hun entree in de Korfbal League, namelijk DVO/Accountor. KVS speelde ook mee in dit seizoen, maar dit was hun 2e seizoen op het hoogste niveau.
Ook in dit seizoen heeft de Korfbal League een officiële naamsponsor, namelijk Lotto. 

## Teams
In dit seizoen zullen 10 teams deelnemen aan het hoofdtoernooi in de Korfbal League. Vervolgens zullen 4 teams strijden om een finale plek in Ahoy, in de play-offrondes. Daarnaast maken de nummers 1 en 2 van de Hoofdklasse A en B kans om volgend jaar in de Korfbal League te spelen.
| Club                 | Plaats           | Coach              |
| -------------------- | ---------------- | ------------------ |
| Blauw-Wit/HavenFD    | Amsterdam        | Jan Niebeek        |
| KVS                  | Scheveningen     | Steven Mijnsbergen |
| DOS'46 Engeldot      | Nijeveen         | Daniël Hulzebosch  |
| Nic./Alfa-college    | Groningen        | Mike Vlietstra     |
| Fortuna/MHIR         | Delft            | Wouter Blok        |
| Dalto                | Driebergen       | Herman van Gunst   |
| Koog Zaandijk        | Koog aan de Zaan | Remco Boer         |
| DVO/Accountor        | Bennekom         | Jacko Vermeer      |
| PKC/LukassenBoer     | Papendrecht      | Ben Crum           |
| TOP/Wereldtickets.nl | Sassenheim       | Hans Heemskerk     |

## Transfers in het off-season
| Speler       | van   | naar          |
| ------------ | ----- | ------------- |
| Jos Roseboom | Dalto | DVO/Accountor |

## Seizoen
In dit seizoen zullen 10 teams deelnemen aan het hoofdtoernooi in de Korfbal League. Vervolgens zullen 4 teams strijden om een finale plek in Ahoy, in de play-offrondes. Daarnaast maken de nummers 1 en 2 van de Hoofdklasse A en B kans om volgend jaar in de Korfbal League te spelen.
| pos | club                 | gs | w  | g | v  | pnt | dv  | dt  | dt  |
| --- | -------------------- | -- | -- | - | -- | --- | --- | --- | --- |
| 1.  | KZ/Hiltex            | 18 | 12 | 2 | 4  | 26  | 448 | 389 | +59 |
| 2.  | Fortuna/MHIR         | 18 | 11 | 2 | 5  | 24  | 388 | 368 | +20 |
| 3.  | TOP/Wereldtickets.nl | 18 | 10 | 3 | 5  | 23  | 415 | 380 | +35 |
| 4.  | PKC/LukassenBoer     | 18 | 10 | 2 | 6  | 22  | 413 | 365 | +48 |
| 5.  | AKC Blauw-Wit        | 18 | 9  | 2 | 7  | 20  | 401 | 394 | +7  |
| 6.  | DOS'46/Engeldot      | 18 | 8  | 2 | 8  | 18  | 394 | 380 | +14 |
| 7.  | Nic./Alfa-College    | 18 | 8  | 2 | 8  | 18  | 377 | 382 | -5  |
| 8.  | Dalto                | 18 | 7  | 0 | 11 | 14  | 389 | 423 | -34 |
| 9.  | DVO                  | 18 | 4  | 1 | 13 | 9   | 385 | 448 | -63 |
| 10. | KVS                  | 18 | 3  | 0 | 15 | 6   | 333 | 414 | -81 |

## Play-offs en Finale
|  | Play-offs | Play-offs            | Play-offs        | Play-offs | Play-offs        |    |    | Finale               | Finale           | Finale           | Finale           | Finale           |
|  |           |                      |                  |           |                  |    |    |                      |                  |                  |                  |                  |
|  | 3         | TOP/Wereldtickets.nl | 25               | 19        | 21               |    |    |                      |                  |                  |                  |                  |
|  | 2         | Fortuna/MHIR         | 26               | 14        | 19               |    |    |                      |                  |                  |                  |                  |
|  | 2         | Fortuna/MHIR         | 26               | 14        | 19               |    | 3  | TOP/Wereldtickets.nl | 21               |                  |                  |                  |
|  |           |                      |                  |           |                  |    | 3  | TOP/Wereldtickets.nl | 21               |                  |                  |                  |
|  |           | 4                    | PKC/LukassenBoer | 19        |                  |    |    |                      |                  |                  |                  |                  |
|  | 4         | 4                    | PKC/LukassenBoer | 19        | PKC/LukassenBoer | 22 | 21 | 34                   |                  |                  |                  |                  |
|  | 4         |                      |                  |           | PKC/LukassenBoer | 22 | 21 | 34                   |                  |                  |                  |                  |
|  | 1         | KZ/Hiltex            | 17               | 26        | 27               |    |    | Bronzen medaille     | Bronzen medaille | Bronzen medaille | Bronzen medaille | Bronzen medaille |
|  |           |                      |                  |           |                  |    | 2  | Fortuna/MHIR         | 23               |                  |                  |                  |
|  |           |                      |                  |           |                  |    |    | 1                    | KZ/Hiltex        | 24               |                  |                  |

| Korfbal League Kampioen van Nederland 2011 |
| ------------------------------------------ |
| TOP/Wereldtickets.nl Eerste titel          |

## Promotie
Directe promotie naar de Korfbal League vindt plaats in de kampioenswedstrijd tussen de kampioen van Hoofdklasse A en B.
| Hoofdklasse Finale |                    |    |
|                    |                    |    |
| H1                 | OVVO/De Kroon      | 18 |
| H2                 | DeetosSnel/Volhuis | 21 |

DeetosSnel/Volhuis promoveert hierdoor direct naar de Korfbal League 2011/12

## Promotie/Degradatie
De nummer 9 van de Korfbal League speelt na de Hoofdklasse Finale een best-of-3 serie play-down tegen de verliezend Hoofdklasse finalist.
De winnaar van deze serie zal acteren in Korfbal League 2011/12
| Ontknoping |               |    |    |
|            |               |    |    |
| 9          | DVO/Accountor | 19 | 24 |
| H2         | OVVO/De Kroon | 15 | 20 |

Hierdoor blijft DVO/Accountor actief in de Korfbal League en degradeert niet.

## Prijzen
Zoals elk jaar worden er de jaarlijkse korfbal prijzen verdeeld. In dit seizoen zijn dit de prijswinnaars:
| Award                 | Winnaar                             | Club         |
| --------------------- | ----------------------------------- | ------------ |
| Beste Speler          | Barry Schep                         | Fortuna/MHIR |
| Beste Speelster       | Bregtje van Drongelen               | TOP          |
| Beste coach           | Hans Heemskerk                      | TOP          |
| ERIMA beste arbitrage | Jan Henk Hoeksma & Ritske Kleinhuis |              |
| Debutant van het Jaar | Mick Snel                           | TOP          |
| Talente van het Jaar  | Daisy Buytelaar                     | Fortuna/MHIR |
| Publieksprijs         | Daniël Harmzen                      | TOP          |

## Topscoorders

### Topscorers bij de Dames
| #  | Naam                  | Club                 | Goals | Wed |
| -- | --------------------- | -------------------- | ----- | --- |
| 1. | Suzanne Struik        | PKC/Lukassenboer     | 120   | 22  |
| 2. | Roxanna Detering      | Koog Zaandijk        | 94    | 22  |
| 3. | Rianne Echten         | Nic./Alfacollege     | 81    | 17  |
| 4. | Bregtje van Drongelen | TOP/Wereldtickets.nl | 74    | 22  |
| 5. | Ilona van den Berg    | Dalto                | 72    | 18  |

### Topscorers bij de Heren
| #  | Naam             | Club                 | Goals | Wed |
| -- | ---------------- | -------------------- | ----- | --- |
| 1. | Barry Schep      | Fortuna/MHIR         | 140   | 22  |
| 2. | Mick Snel        | TOP/Wereldtickets.nl | 137   | 22  |
| 3. | Jos Roseboom     | DVO/Accountor        | 126   | 17  |
| 4. | Marc Broere      | Blauw-wit/HavenFD    | 124   | 18  |
| 5. | Marrien Ekelmans | Fortuna/MHIR         | 118   | 22  |